# Hollywood Dream
『ハリウッド・ドリーム』（Hollywood Dream）は、イングランドのロック・バンドであるサンダークラップ・ニューマンが1969年に発表したデビュー・アルバムである。彼等の唯一のスタジオ・アルバムでもある。

## 解説

### 経緯
サンダークラップ・ニューマンは1969年、ジョン・"スピーディ"・キーン（ボーカル、ドラムス、ギター）、アンディ・"サンダークラップ"・ニューマン（ピアノ）、ジミー・マカロック（ギター）の3人で結成された。彼等はザ・フーのピート・タウンゼントからトゥイッケナムにあった彼のホーム・スタジオを提供されて、キーン作の「サムシング・イン・ジ・エアー」を録音した。タウンゼントはベーシストとプロデューサーを務めた。
「サムシング・イン・ジ・エアー」はザ・フーのマネージャーであるキット・ランバートが所有するトラック・レコードから同年5月にシングルとして発表され、7月に全英シングルチャートにおいて3週連続1位を記録するヒット曲になった。アメリカでも11月1日付のビルボード・Hot 100で37位を記録した。
彼等は同年、引き続いてタウンゼントをプロデューサーとベーシストに迎えて、IBCスタジオとタウンゼントのホーム・スタジオで本作を制作して、翌1970年にトラック・レコードから発表した。

### 内容
「ハリウッド・ドリーム」は、マカロックと彼の兄でドラマーであるジャック・マカロックの共作である。
「アクシデンツ」、「ザ・リーズン」、「ワイルド・カントリー」の3曲がシングル・カットされた。

### 追記
1973年に、MCAレコードから異なるジャケットで再発された。

## 収録曲
特筆しない限り、ジョン・キーンによる作詞作曲。
A面
1. "Hollywood #1"「ハリウッド#1」– 3:20
2. "The Reason"「ザ・リーズン」– 4:05
3. "Open the Door, Homer"「オープン・ザ・ドアー・ホーマー」 (Bob Dylan) – 3:00
4. "Look Around"「ルック・アラウンド」– 2:59
5. "Accidents"「アクシデンツ」– 9:40

B面
1. "Wild Country"「ワイルド・カントリー」– 4:14
2. "When I Think"「ホエン・アイ・シンク」– 3:06
3. "The Old Cornmill"「オールド・コーンミル」– 3:58
4. "I Don't Know"「アイ・ドント・ノウ」– 3:44
5. "Hollywood Dream" (Instrumental) 「ハリウッド・ドリーム」(Jack McCulloch, Jimmy McCulloch) – 3:06
6. "Hollywood #2"「ハリウッド#2」– 2:54
7. "|Something in the Air"「サムシング・イン・ジ・エアー」– 3:54

## 参加者
サンダークラップ・ニューマン
- ジョン・"スピーディ"・キーン – リードボーカル、ドラムス、パーカッション、アコースティックギター、コンガ、グロッケンシュピール、ゴング、マラカス
- アンディ・ニューマン – ピアノ、オルガン、ソプラノ・サクソフォーン、ベースサ・サクソフォーン、オーボエ、ブリキ笛、グロッケンシュピール、コーアングレ、ベンガル・フルート、日本のバトル・シンバル、ハンドベル、インドのフィンガーシンバル、そりの鐘、中国のテンプルブロック、ボーカル
- ジミー・マカロック – アコースティック・ギター、エレクトリック・ギター、マラカス、ウッドブロック、バッキング・ボーカル

その他の演奏者
- ピート・タウンゼント[注釈 4] [8]  – ベース、プロデューサー
- クリストファー・モルフェ – ハーモニカ（4、5）
- イアン・グリーン – ストリングス・アレンジメント（7）

制作
- グラハム・ヒューズ[9][注釈 5] – カバー・アート
- クリス・モルフェ – アルバム内写真
- クリス・スタンプ[注釈 6] – スペシャル・サンクス
- ビル・レベンソン – CDリイシュー制作
- デニス・ドレイク – PolyGramStudiosでのCDリイシューマスタリング